# Šišov
Šišov (in ungherese: Sissó) è un comune della Slovacchia facente parte del distretto di Bánovce nad Bebravou, nella regione di Trenčín.